# Dolichoderus cogitans
Dolichoderus cogitans är en myrart som beskrevs av Auguste-Henri Forel 1912. Dolichoderus cogitans ingår i släktet Dolichoderus och familjen myror. Inga underarter finns listade i Catalogue of Life.